# Stenoxenus insigninervis
Stenoxenus insigninervis är en tvåvingeart som beskrevs av John William Scott Macfie 1934. Stenoxenus insigninervis ingår i släktet Stenoxenus och familjen svidknott. Inga underarter finns listade i Catalogue of Life.